# Гергана
Герга́на Георги́ева Каца́рска (болг. Гергана Георгиева Кацарска), более известная как Герга́на (болг. Гергана); (род. 30 ноября 1984, Димитровград, Народная Республика Болгария) — болгарская певица в стиле поп-фолк. Её часто называют «Куклой Барби поп-фолка».

## Биография
Гергана родилась 30 ноября 1984 года в небольшом городе Димитровград, выросла в благополучной семье. Часто ездила к бабушке и дедушке в деревню. В детстве она проводила и играла в подвижные игры, в том числе и футбол. Её кузен — известный футболист Стойко Сакалиев.
С детства Гергана мечтала стать певицей — она брала мамину одежду и косметику, а микрофоном был дезодорант, она пела перед зеркалом. Она окончила музыкальную школу в её родном городе на курсе эстрадного вокала. Тодор Димитров, её продюсер в течение первых пяти лет её карьеры, заметил её, и так началась её карьера.
В октябре 2003 года выпустилась песня Губя те бавно (рус. Я теряю тебя медленно), но в один прекрасный день все поп-фолк поклонники знали её наизусть эту песню и она стала новым фаворитом. Затем она выпустила дебютный альбом, в котором было включено 10 песен, одна из которых был ремиксом. Это был один из самых продаваемых альбомов в 2003 и 2004 годах после того, как было продано более 70 000 экземпляров. Летом того же года Гергана записала свой первый дуэт За теб, любов (рус. Для тебя, любовь) со своей подругой Анелией.
В конце 2004 года она выпустила второй альбом — «Както никой друг» (рус. Как никто другой), этот альбом был посвящён памяти её матери.
В июне 2011 года Гергана выпустила видеоклип на песню «Първичен инстинкт» (рус. Основной инстинкт), это был дуэт с новым певцом Галином. В 2013 году Гергана выпустила «От този момент».
В 2015 году Гергана выпустила песня «Твоите думи» (рус. Твои слова, но видеоклип на неё был удален из-за обвинений её в плагиате, но до момента удаления видеоклип набрал полтора миллионов просмотров. Выяснялось, что эта песня является плагиатом песни «Kollon 3endon Dababaat» (рус. Там танки) рэперши Шадии Мансур.
В начале 2016 года она выпустила видеоклип на песню «Огън в дъжда» (рус. Пожар в дожде).
Гергана училась в факультете геологии в Софийском университете имени святого Климента Охридского, бывала в разных геологических местах страны, но в свободное время часто поёт в клубах, записывает новый пятый студийный альбом, но дата неизвестна. Она опровергает новости о её уходе со сцены, но надеется, что она будет выпускать новые песни

## Дискография

### Альбомы
- 2003 — Губя те бавно / Я теряю тебя медленно[11]
- 2004 — Както никой друг / Как никто другой[12]
- 2005 — Сини очи / Голубые глаза[13]
- 2007 — Сладката страна на нещата / Сладкое сторона вещей[14]

### Сборники
- 2012 — Златните Хитове на Гергана / Золотые хиты Герганы